# Cot Teungkuaweseukeuem
Cot Teungkuaweseukeuem är ett berg i Indonesien.   Det ligger i provinsen Aceh, i den västra delen av landet, 1 800 km nordväst om huvudstaden Jakarta. Toppen på Cot Teungkuaweseukeuem är 878 meter över havet, eller 483 meter över den omgivande terrängen. Bredden vid basen är 5,6 km.
Terrängen runt Cot Teungkuaweseukeuem är huvudsakligen kuperad.Runt Cot Teungkuaweseukeuem är det tätbefolkat, med 297 invånare per kvadratkilometer. Trakten runt Cot Teungkuaweseukeuem består till största delen av jordbruksmark.